# Zona Rental

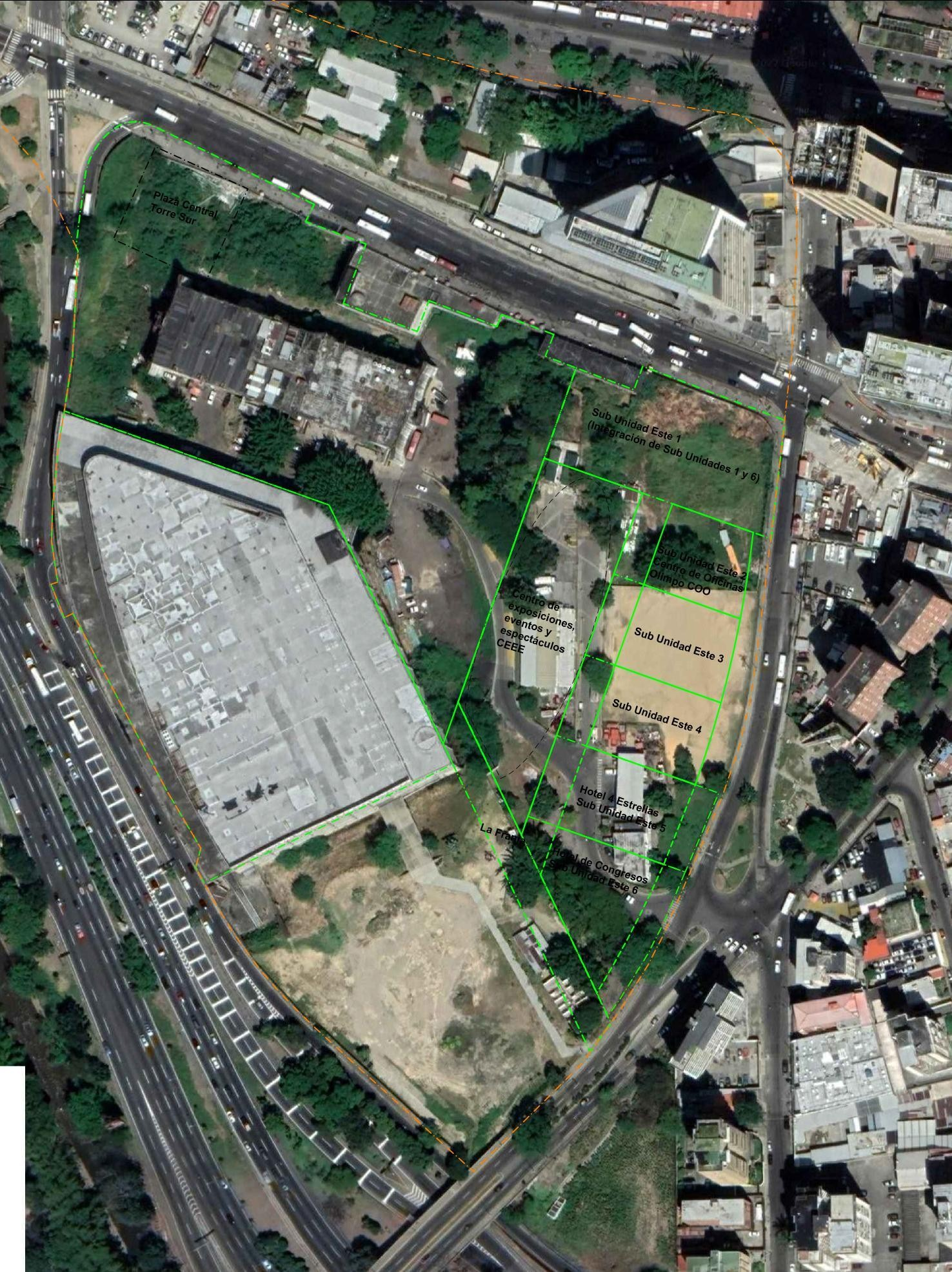
Zona Rental Plaza Venezuela de la Universidad Central de Venezuela. Imagen FFAB.

Zona Rental Plaza Venezuela corresponde a un lote de terreno urbano, con una superficie de 102.902 m2, donado por el Estado venezolano a la Universidad Central de Venezuela, con el propósito de generar recursos para contribuir con su autonomía financiera, a través de la obtención de rentas fijas provenientes de la actividad inmobiliaria.
Se ubica en el sector conocido como Plaza Venezuela, parroquia El Recreo del municipio Libertador, al norte de la Ciudad Universitaria de Caracas, entre la Plaza Venezuela (oeste), la Gran Avenida (norte), calle Olimpo y avenida Las Acacias (sureste) y el río Guaire (sur).
Cuenta con un Plan Maestro de Desarrollo y Diseño Urbano y la Ordenanza de Zonificación del Sector Espacios Rentables (Gaceta Municipal 720-C del 6/11/87) que establecen las condiciones para desarrollar un gran proyecto urbano, competitivo, rentable y generador de empleo. 
Se constituye como un espacio metropolitano, declarado Proyecto Estratégico y Bien de Interés Municipal, por el Alcalde del municipio Libertador en decreto publicado en Gaceta Municipal Nª 2606-1 del 23-03-2005.
Cuenta con permisos aprobados de Electricidad de Caracas (N.º 2002-1335 del 04-06-2002), Ministerio del Poder Popular para el Ambiente (oficio N.º 00153 del 06-12-2007 y Estudio de Impacto Ambiental, oficio N.º 01-00-13-06 del 27-04-2010); y Alcaldía del Municipio Bolivariano Libertador (Estudio de Impacto Vial, certificación N.º 0813/2008 del  12-09-2008 y Variables Urbanas Fundamentales, oficio  Nª 000018 del 08-01-2009).
El terreno está servido por tres salidas de las líneas 1, 3 y 4, de las estaciones Plaza Venezuela y Zona Rental, del Metro de Caracas. Por su centralidad, alta accesibilidad y potencial de desarrollo inmobiliario, tiene vocación de uso mixto y articulador de actividades terciarias a escala metropolitana, con lo cual su desarrollo inmobiliario permitirá, además, impulsar el rescate urbano y ambiental del sector Los Caobos - Plaza Venezuela - Sabana Grande.

## Fundación Fondo Andrés Bello
La Fundación Fondo Andrés Bello (FFAB); Fondo para el Desarrollo Científico, Humanístico y Tecnológico de la Universidad Central de Venezuela, se identifica como propietaria y responsable de los terrenos de la Zona Rental de Plaza Venezuela (ZRPV). Es una institución de derecho privado y sin fines de lucro creada por el Estado en 1974, para administrar y valorizar y aprovechar económicamente las Zonas Rentales de la Universidad a los fines de promover la investigación en los diferentes campos del conocimiento dentro del ámbito de la Universidad Central de Venezuela.

### Antecedentes históricos
- 1827: El Libertador Simón Bolívar y el Rector José María Vargas redactan y proclaman los Estatutos Republicanos de la Universidad Central de Venezuela, a través de los cuales donan tres de sus haciendas (Chuao, Cata y La Concepción) para proveerla de un patrimonio inmobiliario que le permitiese la generación de rentas para contribuir al financiamiento y crecimiento progresivo de actividades científicas y de investigación.
- 1942: El proyecto de la nueva Ciudad Universitaria de Caracas del arquitecto Carlos Raúl Villanueva, incluye el concepto de Zonas Rentales y destina los terrenos ubicados al norte del río Guaire conocidos hoy día, Zona Rental de Plaza Venezuela.
- 1974: Se crea la Fundación Fondo Andrés Bello como persona jurídica de derecho privado por Decreto N° 581 del 26/11/1974 del Presidente de la República, publicado en Gaceta Oficial N° 30.616 del 05/02/1975. Su objeto es generar recursos destinados a promover la investigación en los diferentes campos del conocimiento en la Universidad Central de Venezuela.
- 1979: La República dona los terrenos de la Zona Rental Plaza Venezuela a la Fundación Fondo Andrés Bello.
- 1987: El entonces Concejo Municipal del Distrito Federal aprueba la Ordenanza Modificatoria de la Ordenanza sobre la Zonificación del Sector Espacios Rentales de la UCV publicada en la Gaceta Municipal, N.º extraordinario 720-C, de fecha 6 de noviembre de ese año que, además de constituir una garantía jurídica, establece las características de desarrollo sobre las Zonas Rentales, incluyendo variables urbanas y permitiendo una amplia variedad de usos de los cuales sólo se excluyen, la industria y la vivienda permanente.
- 2000: La Comisión Legislativa Nacional de la Asamblea Nacional Constituyente sanciona la Ley para el Desarrollo de las Zonas Rentales de la Fundación Fondo Andrés Bello (Gaceta Oficial de la República Bolivariana de Venezuela N° 37.002 del 25/08/2000). Esta ley faculta a la Fundación para gestionar a través de cualquiera de las figuras o mecanismos permitidos por Ley cualquier tipo de contratación lícita como concesión, administración, franquicia, disposición con pacto de retracto y arrendamiento hasta por un máximo de 60 años, con la única condición de que la propiedad del bien de que se trate, pase en propiedad a la Fundación, una vez finalizado el respectivo contrato, sin compensación alguna para el adjudicatario.

## Gran Proyecto Urbano
El Plan Maestro de Diseño y Desarrollo Urbano de las Zonas Rentales de la UCV, elaborado en 1987, por INSURBECA, Empresa Universitaria de la Facultad de Arquitectura y Urbanismo de la UCV, incluye la definición de variables urbanas fundamentales para la Zona Rental Plaza Venezuela en 1987, conforme a lo establecido en la Ordenanza de Zonificación del Sector Espacios Rentales, con un enfoque suficientemente flexible como para permitir la adaptación a los cambios que previsiblemente ocurrirían en el período de implementación.
De esta forma, el Plan Maestro fue concebido para garantizar su vigencia en el largo plazo y propiciar la participación de la iniciativa privada. El diseño de la envolvente urbana permite amplia libertad para ajustar localizaciones, usos y densidades puntuales, en función de los eventuales cambios de la dinámica económica de país y del mercado inmobiliario. Se apoya en tres variables: volumen construible, superficie a preservar como espacio público y envolventes edificatorias.

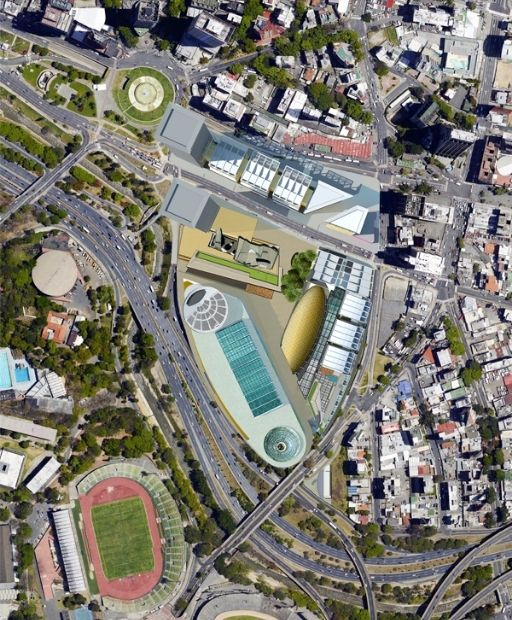
Plan Maestro de Desarrollo para la Zona Rental Plaza Venezuela de la UCV. (2003)

La propuesta presenta las siguientes características: 
- Tratamiento innovador del uso e intensidades del desarrollo.
- Mantener continuidad del trazado urbano
- Propiciar la mezcla de usos a través de una reglamentación que permite usos mixtos de oficina, comercio, servicios, hoteles, apartoteles y actividades culturales en más de 600 mil m2 netos de construcción.
- Reforzar el eje empleador del Área Metropolitana de Caracas.
- Favorecer al sistema de movilidad metropolitana.
- Fijar controles de alturas adecuados al contexto inmediato.
- Generar espacio público, definiéndolo a través de fachadas edificatorias.
- Canalizar flujos peatonales de alta densidad.
- Considerar como variable fundamental el medio ambiente.
- Desarrollo por etapas.

A pesar de la importancia de proyecto, para el año 1997, solo se habían construido edificaciones precarias, desaprovechando el potencial de la ordenanza. Se definieron entonces lineamientos para activar la zona Rental Plaza Venezuela y sus alrededores. 
La FFAB desarrolló una propuesta detallada para la ZRPV, considerándolo como un Gran Proyecto Urbano que reactivara la capitalidad de Caracas e incluyera la participación de los actores clave que hacen vida en la ciudad: gobierno local, Metro de Caracas, academia e inversión privada. 
Los objetivos del Gran Proyecto Urbano eran revitalizar uno de los espacios emblemáticos de la ciudad, generar la más alta rentabilidad económica del terreno y mejorar en entorno urbano de los bordes de la ciudad universitaria. A tal fin se delinearon cuatro condiciones estratégicas: 
- Impacto a escala metropolitana.
- Diversidad.
- Flexibilidad.
- Calidad de diseño, optando por implementar Concursos Públicos de Ideas y anteproyectos urbanos, como mecanismo para democratizar la construcción de ciudad.

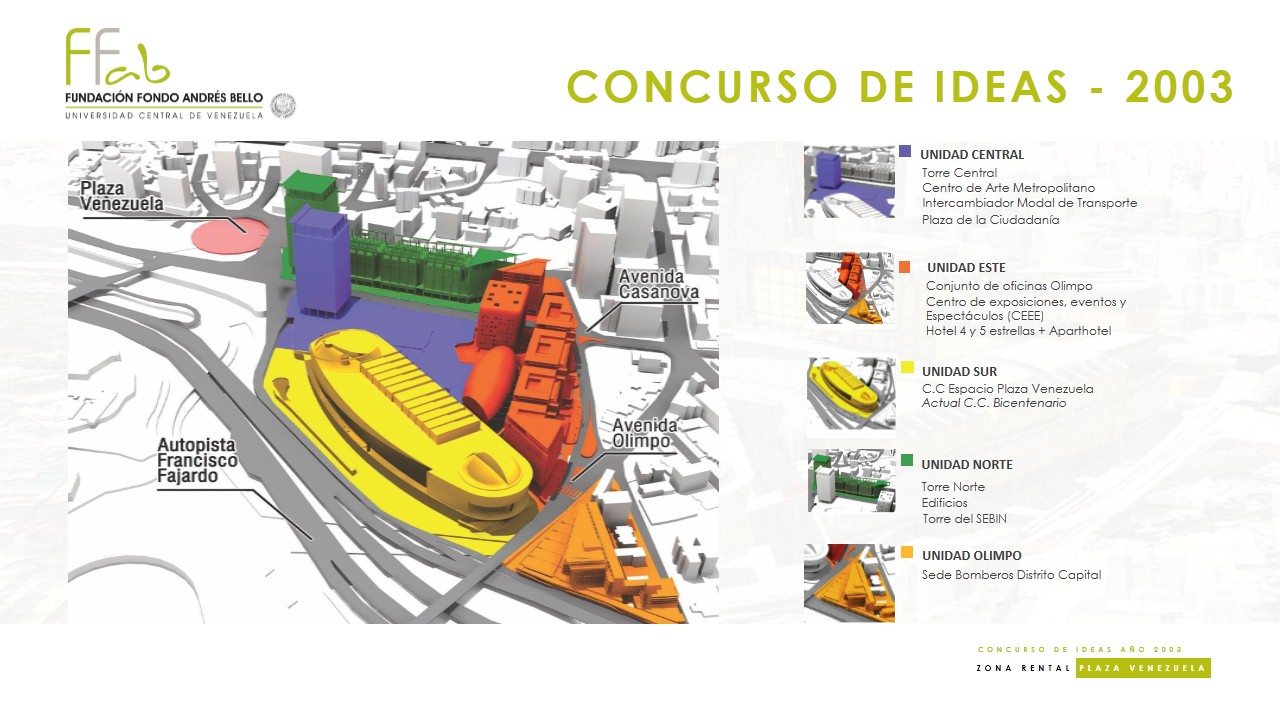
Unidades de desarrollo de la Zona Rental Plaza Venezuela. Archivo FFAB.

### Plan Maestro de Desarrollo Inmobiliario
Desde el año 1997, la Fundación se planteó una estrategia para el desarrollo inmobiliario, basada en la disposición de las parcelas, a través de contrataciones con inversionistas privados, cuyas características fundamentales consisten en mantener la propiedad de la tierra y otorgar a los inversionistas el derecho de uso, desarrollo y explotación comercial, mediante contratos de arrendamiento y usufructo en plazos de hasta 60 años. 
La Fundación gestionó los modelos espaciales y económico-financieros de cada uno de los Proyectos Inmobiliarios mediante la planificación directa, derivados del Plan Maestro de Diseño y Desarrollo Urbano de las Zonas Rentales de la UCV. 

### Proyectos Propuestos
El terreno fue dividido en 5 unidades de desarrollo, denominadas: Norte, Central, Este, Sur y Olimpo; organizados en 18 parcelas en las cuales se desarrollarán productos inmobiliarios:
1. Unidad Norte, con seis parcelas destinadas a oficinas en las que se proponen cuatro torres de oficina y la Torre Norte. En el este de esta Unidad se construyó el edificio que sería la sede del Metro de Caracas y fue expropiada por el mismo Gobierno para entregársela al SEBIN.
2. Unidad Central, dos parcelas destinadas para la Plaza la Ciudadanía, como espacio público central que contiene el Intercambiador Modal de Transporte Público (IMTP), el Centro de Arte Metropolitano (CAM) y la Torre Central.
3. Unidad Este, conformada por seis parcelas para: Centro de Oficinas Olimpo (COO), Hoteles 4 y 5 estrellas, y el Centro de Exposiciones, Eventos y Espectáculos (CEE).
4. Unidad Sur, con dos parcelas para: el Centro Comercial Bicentenario etapas I y II, donde se inició el Gran Proyecto Urbano y contrato del Centro Comercial que avanzó hasta 2011, con el 50% construido hasta que el Estado expropia el Fondo de Comercio a cargo de ÉXITO[5] y lo transfiere a Cadena de Abastos Bicentenario.[6] Se paraliza la construcción y el pago de renta a partir de 2016.
5. Unidad Olimpo, con tres parcelas para la Estación del Cuerpo de Bomberos del Distrito Capital.

### Gestión de los proyectos

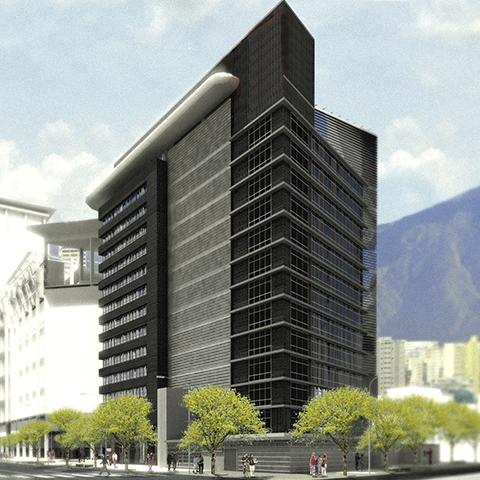
Proyecto construido: Torre Corporativa Metro de Caracas. Área de construcción: 19.946 m2 (Torre de 16 pisos). Actualmente es sede del organismo de inteligencia del gobierno de Venezuela, Servicio Nacional de Inteligencia (SEBIN).

En el año 2000, se abrió un proceso de licitación de un gran centro comercial, mientras que en 2003 se realizó su concurso de arquitectura, y para 2007 comenzó la primera etapa de su construcción. 

#### Concursos de Arquitectura
Se desarrollaron los siguientes Concursos de Arquitectura:
- Plaza La Ciudadanía (2004).
- Intercambiador Modal de Transporte Público (2007).
- Los hoteles de 4 y 5 estrellas (2009).
- Estación del Cuerpo de Bomberos del Distrito Capital (2009).

### Productos Inmobiliarios

#### Construidos
1.   Centro Comercial. Etapa I: Bicentenario Plaza Venezuela. Concurso de Arquitectura, año 2002. Ganador, Oficina de arquitectura Dávila y asociados & Carlos Gómez de Llarena. 
2.   Torre Corporativa Metro de Caracas. Comprado por Metro, C.A. en el 2009, actualmente sede del SEBIN. 

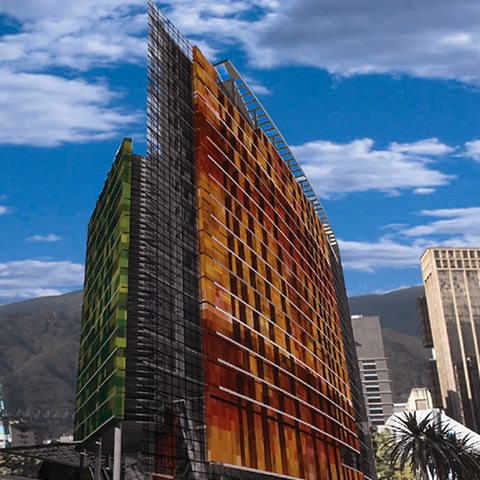
Proyecto por construir: Hotel 4 y 5 estrellas. Área de construcción: 108.000 m2. Arq. Francisco Pimentel y Arq. Oscar Capiello.

#### Por construir
1.   Centro Comercial. Etapa II (Proyecto año 2002) 
2.   Estación del Cuerpo de Bomberos del Distrito Capital. Responsabilidad social del Centro Comercial Bicentenario. (Anteproyecto año 2009) 
3.   Intercambiador Modal de Transporte Público y galerías comerciales. Concurso de Arquitectura, año 2007. Ganador: Arq. Oswaldo Molina. 

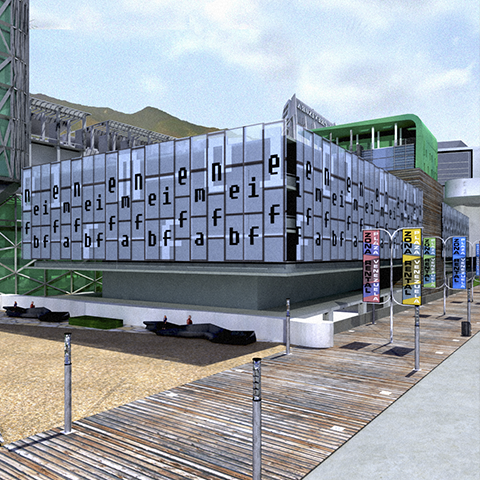
Proyecto conceptual: Centro de Arte Metropolita - CAM. Área de construcción: 4.270 m2.

4.   Plaza de la Ciudadanía. Concurso año 2004. Llamado para el concurso “Gran Plaza Central”, el jurado no encontró ningún proyecto que a su juicio tuviera las condiciones necesarias para ser seleccionado para el primer premio, por lo que solo se entregaron tres premios, quedando seleccionados estos tres proyectos, para un segundo concurso para el momento de la licitación del proyecto Gran Estación Central. (FFAB,2005) 
5.   Hotel 4 y 5 estrellas. Concurso de Arquitectura, año 2009. Ganadores: Arq. Francisco Pimentel y Oscar Capiello. 

#### Conceptuales
1.   Centro de Exposiciones, Eventos y Espectáculos – CEEE (Anteproyecto año 2011). 
2.   Centro de Arte Metropolitano – CAM (Centro de música, danza, teatro y artes plásticas, anteproyecto año 2011). 
3.   Torre Norte. (Anteproyecto año 2011). 
4.   Torre Sur. Llamada para el proyecto “Torre Central”. (Anteproyecto año 2013). 
5.   Conjunto de Oficinas Norte. (Anteproyecto año 2011). 
6.   Conjunto de Oficinas Olimpo - COO. conjunto de edificios empresariales o institucionales dedicado al uso de oficina, con comercio en planta baja, y sus servicios anexos.(Anteproyecto año 2011). 
7.   Aparthotel. Edificación dedicada al uso de aparthotel (354 habitaciones), comercios y sus servicios anexos.(Anteproyecto 2011)

## Situación actual
A casi 20 años después de los llamados a concursos, solo está construido la mitad del Hipermercado Bicentenario y el edificio Villanueva, donde funciona desde sus inicios la Corporación de Servicios y otras dependencias de la Alcaldía del municipio Libertador.
El resto del terreno se encuentra ocupado con estructuras livianas como la sede de los Bomberos del Distrito Capital, una cancha de fútbol no acondicionada y otras pequeñas estructuras, y buena parte no tiene ningún uso, desaprovechándose la oportunidad de contar con un espacio con usos y actividades de mayor impacto, y generador de ingresos para la universidad.
La Fundación Fondo Andrés Bello de la Universidad Central de Venezuela, conscientes de la coyuntura macroeconómica del país, la posibilidad de hacer grandes inversiones en el sector luce remota y compleja. La ejecución de los proyectos planteados podría pensarse para un largo plazo, en la medida de que la economía del país se recupere y resurja el interés por desarrollar grandes proyectos urbanos.